# Teste de More
La Teste de More est un promontoire situé au niveau de la passe du port de Marseille. Il est actuellement situé dans le 7e arrondissement, dans le jardin du Pharo; c'est à cet emplacement que fut construit le Palais du Pharo dans le troisième quart du XIXᵉ siècle. 
En 1871, Gaston Crémieux y fut fusillé.